# Fukushima-ku (Osaka)
Fukushima (福島区 Fukushima-ku?) es un barrio de la ciudad de Osaka, en la prefectura de Osaka, Japón. En julio de 2019 tenía una población estimada de 77.166 habitantes y una densidad de población de 16.524 personas por km². Su área total es de 4,67 km².

## Demografía
Según datos del censo japonés, la población de Fukushima ha aumentado en los últimos años.
| Año del censo | Población |
| ------------- | --------- |
| 1995          | 55.104    |
| 2000          | 55.733    |
| 2005          | 60.959    |
| 2010          | 67.290    |
| 2015          | 72.484    |